# Przybrzeże (Sarbsk)
Przybrzeże – nieoficjalna nazwa osady wsi Sarbsk w Polsce, położona w województwie pomorskim, w powiecie lęborskim, w gminie Wicko.
Miejscowość leży nad południowym brzegiem jeziora Sarbsko.
Osada jest częścią sołectwa Sarbsk.
W latach 1975–1998 miejscowość administracyjnie należała do województwa słupskiego.